# Begraafplaats van Dannes
De begraafplaats van Dannes is een gemeentelijke begraafplaats gelegen in de plaats Dannes het Franse departement Pas-de-Calais.

## Militaire graven
De begraafplaats telt 4 geïdentificeerde Gemenebest graven uit de Tweede Wereldoorlog. De militaire graven worden onderhouden door de Commonwealth War Graves Commission, die de begraafplaats heeft ingeschreven als Dannes Communal Cemetery.